# 足羽憲治
足羽 憲治（あしば けんじ、1952年または1953年 - ）は、日本の地方公務員。岡山県副知事、岡山県信用保証協会会長を歴任。瑞宝中綬章受章。

## 人物・経歴
京都大学法学部を卒業後、岡山県庁に入庁し、新見市役所出向、備前県民局長を経て、副知事就任。2015年10月 岡山国際交流センター国際会議場で第３回国際医療貢献フォーラムをAMDAと共催。県庁退職後は岡山県信用保証協会会長、全国信用保証協会連合会理事、岡山県社会福祉協議会会長、公益社団法人おかやまの森整備公社代表などを歴任した。

## 栄典
- 2023年11月 令和5年秋の叙勲で瑞宝中綬章を受章[1]